# 西田汐里
西田 汐里（にしだ しおり、2003年6月7日 - ）は、日本の歌手、アイドル。女性アイドルグループBEYOOOOONDS、CHICA#TETSU
のメンバー。
京都府出身。アップフロントプロモーション所属。

## 略歴
2016年
- 8月17日、川村文乃・横山玲奈・吉田真理恵・山﨑夢羽・橋迫鈴とともにハロプロ研修生に加入。

2018年
- 5月6日、「Hello! Project 研修生発表会2018 〜春の公開実力診断テスト〜」にてBerryz工房の「ゴールデン チャイナタウン」を披露し、キャラクター賞を受賞。
- 6月9日、Zepp Tokyoで開催された「Hello! Project 研修生発表会2018 6月 〜にじ〜」にて、一岡伶奈がリーダーを務める新グループに島倉りか・江口紗耶とともに加入することを発表。

2019年
- 8月7日、『眼鏡の男の子/ニッポンノD・N・A!/Go Waist』でBEYOOOOONDSとしてメジャーデビュー。

2020年
- 12月16日、1st写真集『汐里』を発売。

2022年
- 2月11日、右足関節捻挫との診断を病院で受け、同日開催されたハロー!プロジェクトのコンサートでは歌唱のみの参加となった。

2023年
- 1月13日、Instagramを開設。
- 8月23日、2nd写真集『ハタチノシオリ』を発売。

2024年
- 2月14日、春日井製菓の商品「つぶグミ」の発売30周年を記念したハロー!プロジェクトとのコラボレーション企画として結成されたシャッフルユニット『GOODM!X』のメンバーとして、オリジナル楽曲「カモン・ミックス!」を配信リリース。

2025年
- 2月14日、先述の『GOODM!X』から発展した新ユニット『GOODM!X PREMIUM』に参加、オリジナル楽曲「ワタシ・プレミアム」を配信リリース。
- 8月23日、西日本出身のハロー!プロジェクトのメンバーによるユニット『ハロプロ西日本』に参加、所属事務所の先輩である杉田二郎の楽曲『戦争を知らない子供たち』のカバーを配信リリース予定。

## 人物
- メンバーカラーはホットピンク。
- 血液型B型。
- 好物は漬物[14]。自宅では、ぬか床を作って自分で漬物を漬けていた[15][16]。好きなサンリオキャラクターはこぎみゅん[17][18]。『LIVE BEYOOOOOND₁St サンリオピューロランドSP』では、西田とこぎみゅんのコラボレーショングッズが発売された[19]。
- 友人に誘われ、小学2年生からダンス（ヒップホップ）を習い始める。将来はダンサーになりたいと思っていたという。モーニング娘。'14のコンサート映像を観てアイドルに興味を持つ[20]。母親の勧めでモーニング娘。の追加メンバーのオーディションを2回受けるも、落選。その後、事務所からの提案でハロプロ研修生に加入[14]。目標の先輩は譜久村聖（モーニング娘。）[21]。

## 出演

### テレビ
- 西乃風ブラン堂（2024年10月14日 - 、MBSテレビ） - 植村あかりと共にMC[22]
- 御社でインターンよろしいでしょうか?（2024年12月28日、BS-TBS） - 同グループの岡村美波と共に出演
- あざとくて何が悪いの?（2025年3月28日、テレビ朝日）[23]

### テレビドラマ
- ほぼ日の怪談。「あの人はどこにいるの?」（2020年9月20日、ひかりTV・dTVチャンネル / テレビ神奈川）[24]

### ラジオ
- まだまだ火曜日よんっ! BEYOOOOONDS QUEST!（2019年 - 2022年、エフエム大阪） - 『J3 Tuesday 〜Midnight IQ〜』内コーナー。江口紗耶とともに担当[25]
- BEYOOOOONDSのラジオクエスト（2022年 - 、FM OH!） - 江口紗耶とともにMCを担当

### アンバサダー
- テレビ朝日「メタメタ大作戦2025」スペシャルアンバサダー（2025年7月19日 - ）[26]

### コンサート
- M-line Special 2022 ～My Wish～（2022年8月14日、タワーホール船堀 大ホール。昼夜2公演） - ゲスト出演[27]
- M-line Special 2023 ～Magical Wish～（2023年7月1日、メルパルクホール大阪。昼夜2公演） - ゲスト出演[28]
- メロン記念日’25 LIVE TOUR〜熟メロン〜（2025年9月23日・10月4日、2都市4公演） - ゲスト出演[29]

### イベント
- さわやか五郎41歳バースデーイベント2023 もう41歳… いや、まだ41歳SP!!（2023年9月13日、日本橋パックマン）

### 舞台
- 演劇女子部「ネガポジポジ」（2016年11月3日 - 20日、シアターグリーン BIG TREE THEATER） - るみ 役（チームC）
- 演劇女子部「僕たち可憐な少年合唱団」（2017年10月26日 - 11月12日、シアターグリーン BOX in BOX THEATER） - ようこ 役
- 演劇女子部 全労済ホール/スペース・ゼロ提携公演「アタックNo.1」（2018年11月29日 - 12月9日、全労済ホール/スペース・ゼロ） - 富士見高校取り巻き / 寺堂院高校バレー部員 役
- 全労済ホール/スペース・ゼロ提携公演 演劇女子部「不思議の国のアリスたち」（2019年4月18日 - 29日、全労済ホール/スペース・ゼロ） - ホッピン 役
- 演劇女子部「遙かなる時空の中で6 外伝 〜黄昏ノ仮面〜」（2019年6月15日、サンシャイン劇場） - 友情出演[30]
- こくみん共済 coop ホール／スペース・ゼロ提携公演 演劇女子部「リボーン〜13人の魂は神様の夢を見る〜」（2019年11月14日 - 24日、こくみん共済 coop ホール／スペース・ゼロ） - シェイクスピア 役
- こくみん共済 coop ホール(全労済ホール)／スペース・ゼロ提携公演 演劇女子部「アラビヨーンズナイト」（2020年10月9日 - 18日、こくみん共済 coop ホール／スペース・ゼロ） - 荒井美鈴 役
- こくみん共済 coop ホール(全労済ホール)／スペース・ゼロ提携公演 演劇女子部「眠れる森のビヨ」（2021年4月16日 - 25日、こくみん共済 coop ホール／スペース・ゼロ） - 夢子 役
- こくみん共済 coop ホール(全労済ホール)／スペース・ゼロ提携公演 演劇女子部「ビヨサイユ宮殿」（2022年11月11日 - 20日、こくみん共済 coop ホール／スペース・ゼロ） - カメリア 役
- 演劇女子部「ビヨスパイ～消えたアタッシュケース～」（2023年11月11日 - 19日、こくみん共済 coop ホール／スペース・ゼロ / 11月23日 - 26日、サンケイホールブリーゼ） - ユキ 役

## 書籍

### 写真集
- 汐里（2020年12月16日、ワニブックス、撮影：田畑竜三郎）ISBN 978-4-8470-8342-6[6][31]
- ハタチノシオリ（2023年8月23日、オデッセー出版、撮影：西村康）ISBN 978-4-908643-92-7[9]

## 参加ユニット
- BEYOOOOONDS（2018年 - ）
- CHICA#TETSU（2018年 - ）
- ハロプロ・オールスターズ（2018年 - 2020年）
- GOODM!X→GOODM!X PREMIUM（2024年 - ）
- ハロプロ西日本（2025年 - ）